# Bumbești-Pițic
Bumbești-Pițic is een Roemeense gemeente in het district Gorj.
Bumbești-Pițic telt 2436 inwoners.